# Pacifica Graduate Institute
Pacifica Graduate Institute es una escuela estadounidense de posgrado con dos campus cerca de Santa Bárbara, California. El instituto ofrece másteres y doctorados en los campos de la psicología clínica, counseling, estudios mitológicos, comunidad, liberación, ecopsicología y humanidades.
El instituto está afiliado a la Western Association of Schools and Colleges (WASC), específicamente a la Accrediting Commission for Senior Colleges and Universities. El instituto obtuvo la acreditación por primera vez el 30 de junio de 1997 y continúa acreditado a través de WASC.

## Ofertas de grado
Siete programas de grado se ofrecen a través de sesiones de aprendizaje mensuales y de tres o cuatro días:
- M.A. en Counseling psicológico[2]
- Psy.D. en Psicología clínica[3]
- Ph.D. en Psicología clínica[4]
- M.A./Ph.D. en Psicología profunda con tres especializaciones distintas:
  - Estudios junguianos y arquetipales (formato on line/híbrido)[5]
  - Estudios somáticos[6]
  - Énfasis combinado en Psicología comunitaria, Psicología de la liberación y Ecopsicología[7]
- M.A./Ph.D. en Estudios mitológicos[8]
- Ph.D. en Psicología profunda con énfasis en Psicoterapia[9]
- M.A. en Humanidades comprometidas & Vida creativa (formato on line/híbrido)[10]

## Archivos OPUS
Opus Archives and Research Center, organización sin fines de lucro con instalaciones en ambos campus de Pacifica,  trabaja para preservar, desarrollar y ampliar las colecciones de archivos y bibliotecas de eminentes académicos en los campos de la psicología profunda, la mitología y las humanidades. Opus pone estas colecciones a disposición de investigadores, académicos, estudiantes y público en general para la investigación. Para cumplir su misión de funcionar como un archivo viviente, Opus también ofrece becas, subsidios de investigación, programas educativos y eventos comunitarios.

### Archivos y manuscritos

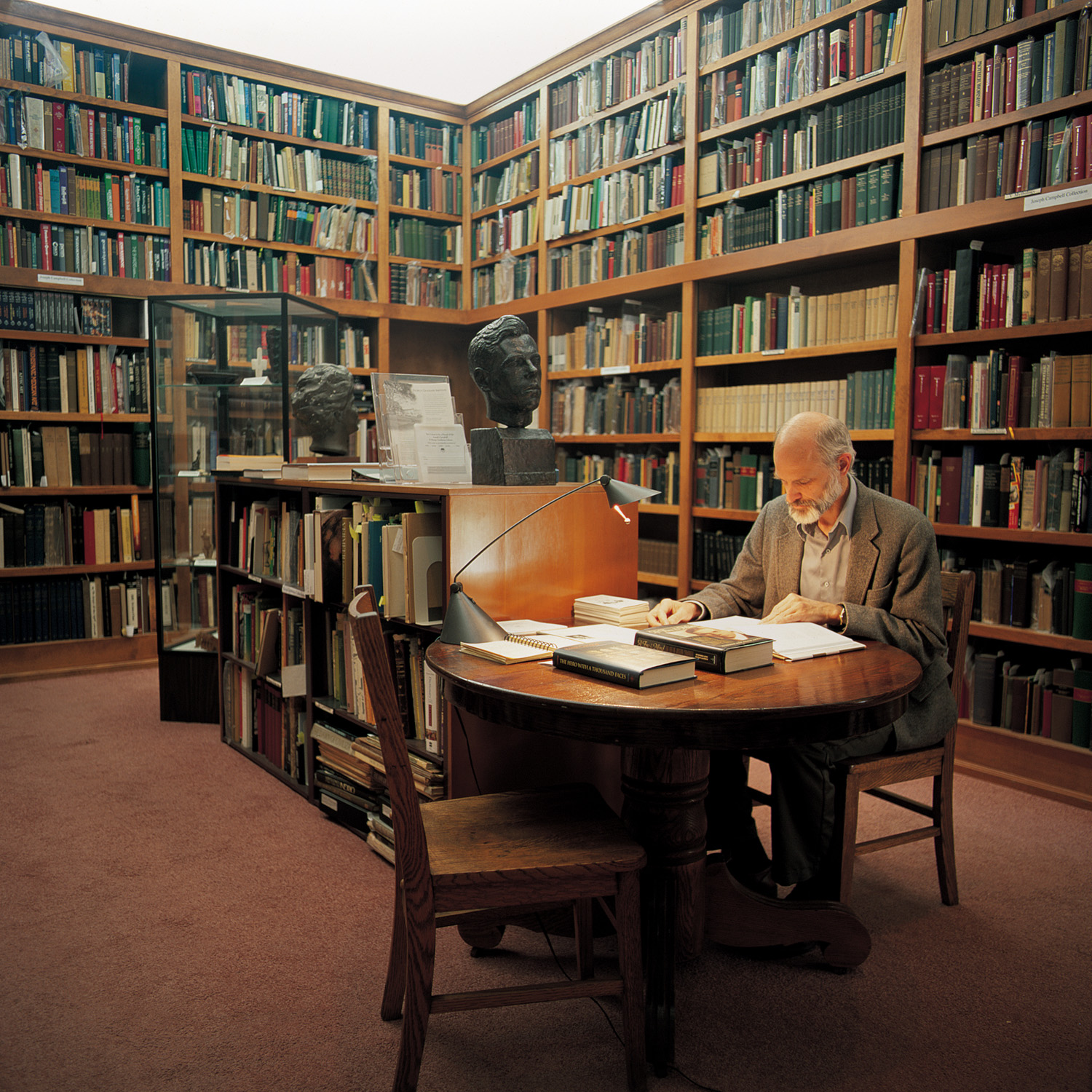
Biblioteca Campbell.

- Joseph Campbell
- Christine Downing
- Marija Gimbutas
- Adolf Guggenbühl-Craig
- James Hillman
- Tony Joseph
- Katherine Sanford
- Jane Hollister Wheelwright
- Joseph Wheelwright
- Marion Woodman

### Colecciones de libros raros
- William Henry Barnes
- John Sanford